# Фуєн
Фуєн (в'єт. Phú Yên) — провінція у центральній частині В'єтнаму. Зі сходу омивається водами Південно-Китайського моря.

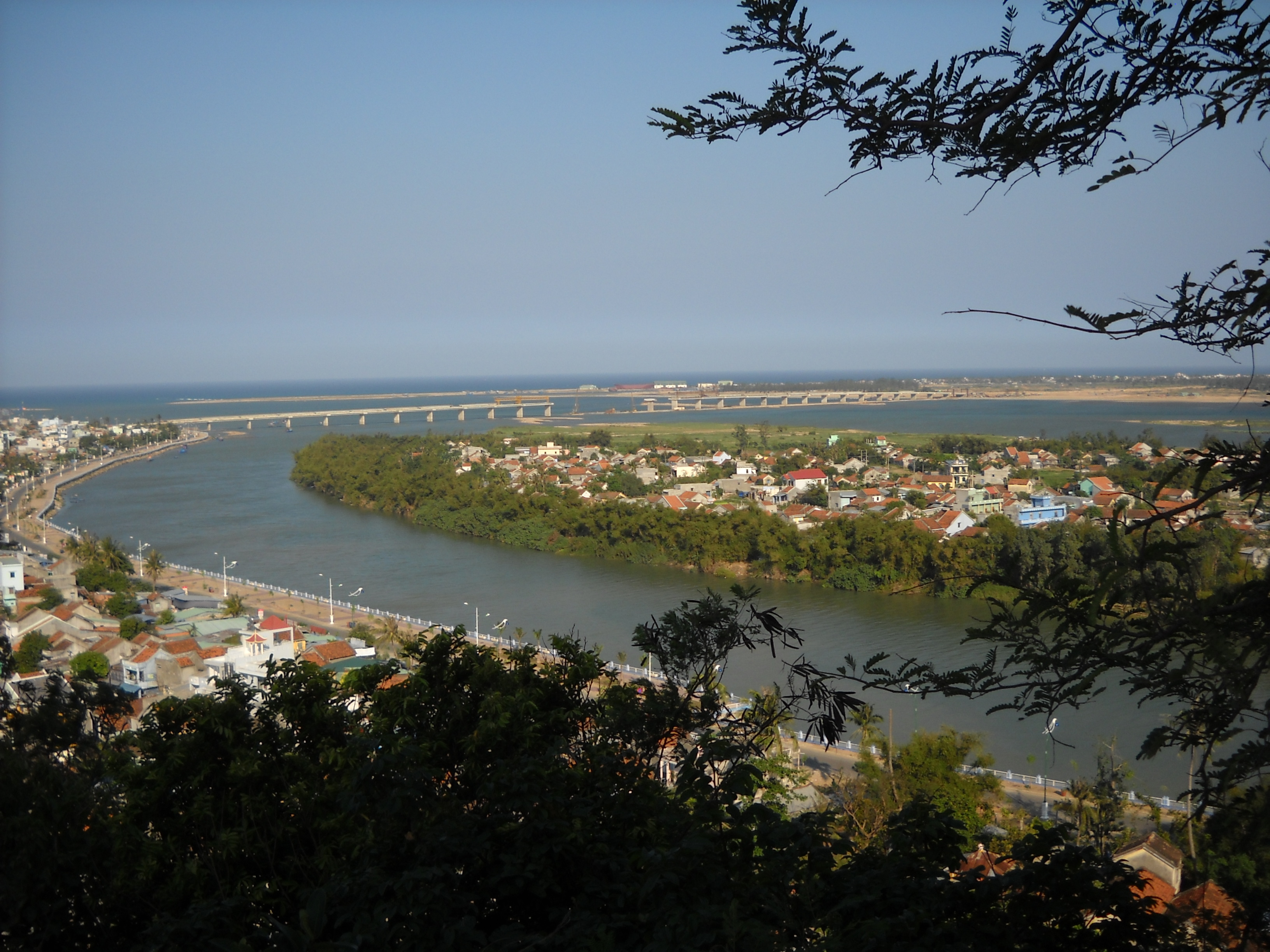
Річка Даранг у районі Туйхоа. Фото 2010 року.

Адміністративний центр провінції — місто Туйхоа — стоїть на місці впадіння річки Даранг у море. Річка Даранг — одна з найбільших річок центрального В'єтнаму.
Провінція Фуєн славиться своїми мальовничими краєвидами природи, зокрема базальтовим пляжем Ганьдадіа. Основа економіки — вирощування рису і рибна промисловість. Аеропорт поблизу Туйхоа. Через провінцію проходить федеральна автотраса A1 і залізниця.

## Адміністративний поділ
Фуєн підрозділяється на 1 провінційне місто, 1 повітове місто і 7 повітів:
- Туйхоа (Tuy Hòa) — адміністративний центр, провінційне місто 3-ї категорії
- Шонгкау (Sông Cầu) — повітове місто
- Донгсуан (Đồng Xuân) — повіт
- Туян (Tuy An) — повіт
- Шонхоа (Sơn Hòa) — повіт
- Фухоа (Phú Hòa) — повіт
- Тайхоа (Tây Hòa) — повіт
- Донгхоа (Đông Hòa) — повіт
- Шонгхінь (Sông Hinh) — повіт

## Історія
Перші тями оселилися тут у 2-3 століттях. Територія входила до королівства Чампа. Збереглися вежі тямів 12 століття споруди (у Туйхоа).
29 жовтня 1977, після перемоги у війні з США, провінції Кханьхоа і Фуєн об'єднали в одну і назвали Фукхань (Phú Khánh) зі столицею у Нячангу. 30 червня 1989 провінцію Фуєн знову виділили в окрему.

## Населення
За переписом 2009 року населення провінції становило 862 231 особа, з них 431 558 (50,05 %) чоловіки і 430 673 (49,95 %) жінки, 674 206 (78,19 %) сільські жителі і 188 025 (21,81 %) жителі міст.
Національній склад населення (за даними перепису 2009 року): в'єтнамці 811 005 осіб (94,06 %), еде 20 905 осіб (2,42 %), тями 19 945 осіб (2,31 %), банари 4 145 осіб (0,48 %), інші 6 231 особа (0,72 %).